# Campylostachys
Campylostachys, mali biljni rod iz porodice Stilbaceae smješten u tribus Stilbeae. Sastoji se od dvije vrste južnoafričkih endema iz provincije Western Cape

## Opis
Opisan je u Abh. Königl. Akad. Wiss. Berlin, 1831: 206. 1832.
Tipična vrsta je Campylostachys cernua, manji grm do 50 cm visine koji raste po pješčenjačkim padinama. Campylostachys helmei se vodi kao ugrožena vrsta a poznata iz samo jedne male subpopulacije, koja je procjenjena na manje od 250 odraslih jedinki. SANBi navodi das ipak nema prijetnji ovoj vrsti i ne sumnja se da populacija opada.

## Vrste
1. Campylostachys cernua (L.f.) Kunth;
2. Campylostachys helmei J.C.Manning & Goldblatt; ugrožena